# Daniconema anguillae
Daniconema anguillae is een rondwormensoort uit de familie van de Daniconematidae. De wetenschappelijke naam van de soort is voor het eerst geldig gepubliceerd in 1987 door Moravec & Krie.